# Chapbook

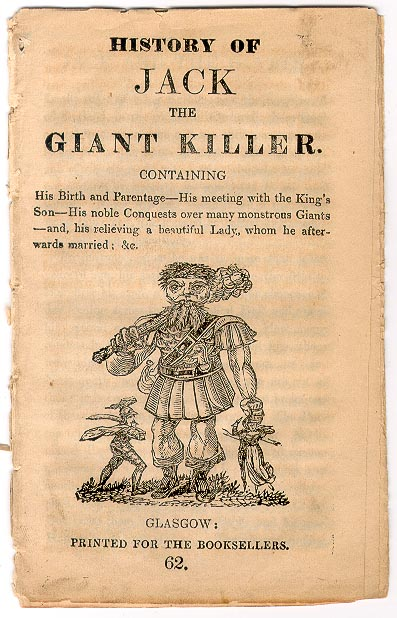
Titelpagina van chapbook Jack the Giant Killer

Een chapbook is een type klein gedrukt boekje dat een populair medium was in Engeland voor straatlectuur in het vroegmoderne Europa. Chapbooks werden meestal goedkoop geproduceerd, geïllustreerd met grove houtsneden en gedrukt op een enkel vel papier dat werd gevouwen tot 8, 12, 16 of 24 pagina’s, soms gebonden met een nietje in de rug. Drukkers leverden chapbooks op krediet aan marskramers, die ze van deur tot deur en op markten en jaarbeurzen verkochten, waarna zij betaalden voor de verkochte voorraad. De traditie van chapbooks ontstond in de 16e eeuw, toen gedrukte boeken betaalbaar begonnen te worden. Het medium bereikte zijn hoogtepunt in de 17e en 18e eeuw. Allerlei soorten efemere werken en populaire of volksliteratuur werden als chapbook uitgegeven, zoals almanakken, kinderboeken, volksverhalen, ballades, kinderrijmpjes, pamfletten, poëzie en politieke of religieuze traktaatjes. De term chapbook wordt nog steeds gebruikt door uitgevers om korte, goedkope boekjes aan te duiden.

## Terminologie
Het woord chapbook is voor het eerst in het Engels aangetroffen in 1824 en is kennelijk afgeleid van chapman, de benaming voor de rondreizende verkopers die dit soort boekjes aan de man brachten. Het eerste deel van chapman komt van het Oud Engelse cēap, wat ‘ruilhandel’, ‘handel’ of ‘zaken doen’ betekende, waar ook het moderne bijvoeglijk naamwoord cheap (‘goedkoop’) van is afgeleid.
Chapbooks komen overeen met de Portugese literatura de cordel, en met de Franse bibliothèque bleue (‘blauwe bibliotheek’) en het Nederlandse blauwboekje – zo genoemd omdat de boekjes vaak waren verpakt in goedkoop blauw papier, dat normaliter werd gebruikt om suiker in te wikkelen. In het Duits spreekt men van Volksbuch (‘volksboek’), en in het Spaans van pliegos sueltos (‘losse vellen’), een benaming die verwijst naar de manier waarop ze werden samengesteld. Het Russische equivalent is de lubok.

## Geschiedenis
Broadside ballads waren populaire liederen die tussen de 16e en het begin van de 20e eeuw in steden en dorpen in Groot-Brittannië op straat werden verkocht voor een penny of een halve penny. Ze gingen vooraf aan chapbooks maar vertoonden gelijkenissen qua inhoud, marketing en distributie. Er zijn bijvoorbeeld al in 1553 in Cambridgeshire meldingen van een man die in een herberg een schunnige ballade met de titel maistres mass aanbood, en van een marskramer die ‘kleine boekjes’ verkocht, waaronder aan een klerenlapper in 1578. Deze verkopen zijn waarschijnlijk representatief voor de markt van chapbooks.
De vorm ontstond in Groot-Brittannië, maar werd ook in Noord-Amerika gebruikt. Vanaf het midden van de 19e eeuw verdwenen chapbooks geleidelijk door de opkomst van goedkope kranten en, vooral in Schotland, door traktaatgenootschappen die chapbooks als goddeloos beschouwden.

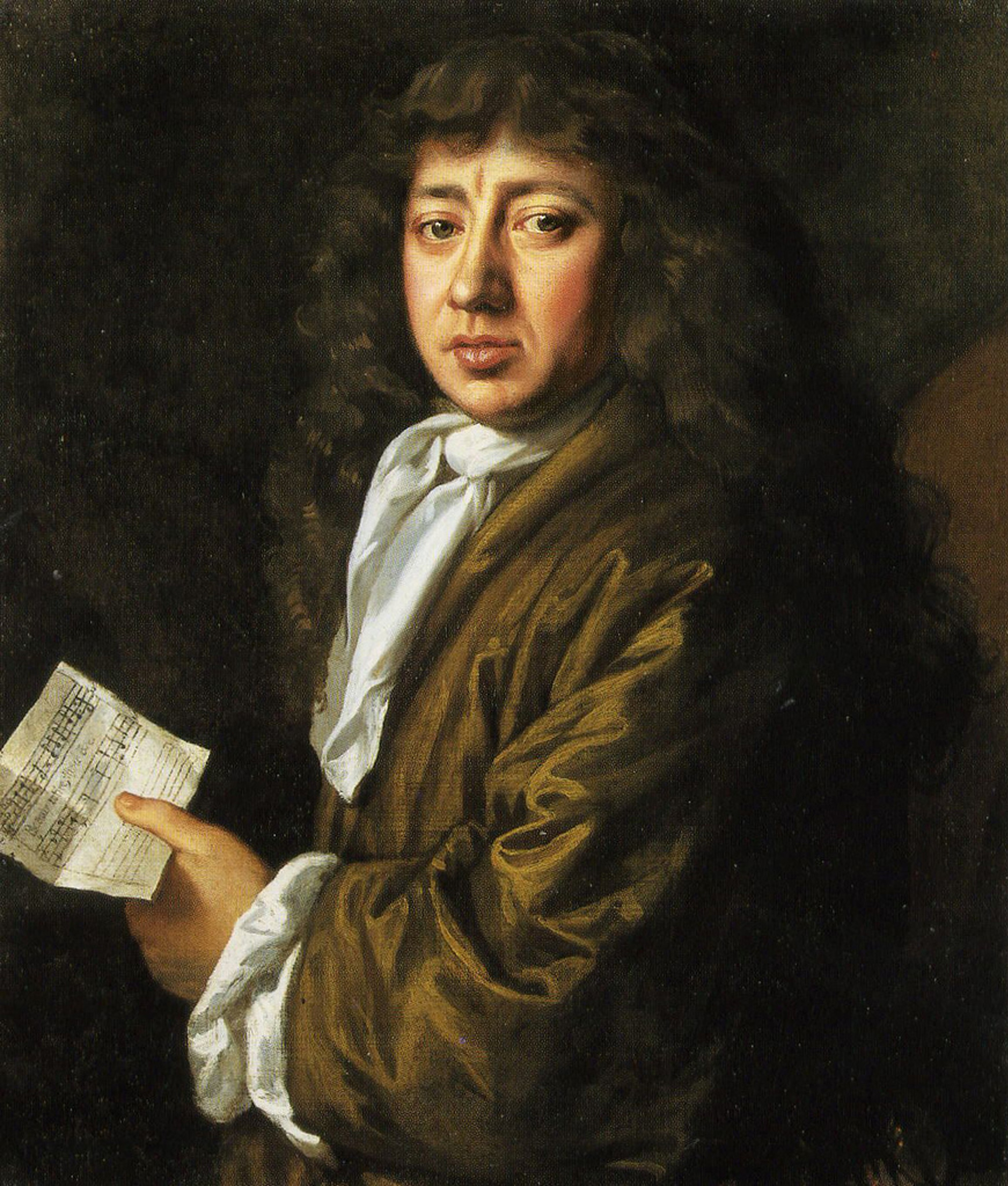
Samuel Pepys, verzamelaar van chapbooks

Chapbooks waren over het algemeen gericht op kopers die geen eigen bibliotheek bezaten, en door hun fragiele uitvoering zijn ze zelden als individueel exemplaar bewaard gebleven. In een tijd waarin papier duur was, werden chapbooks soms hergebruikt als verpakkingsmateriaal, bij het bakken, of zelfs als toiletpapier. Veel van de bewaard gebleven chapbooks komen uit de verzameling van Samuel Pepys, daterend van 1661 tot 1688, en bevinden zich nu in Magdalene College, Cambridge. De oudheidkundige Anthony Wood verzamelde ook 65 chapbooks, waaronder 20 van vóór 1660, die nu in de Bodleian Library zijn ondergebracht. Ook in Schotland bestaan aanzienlijke collecties, zoals bij de University of Glasgow en de National Library of Scotland.
Moderne verzamelaars zoals Peter Opie benaderen het chapbook vooral vanuit academisch oogpunt. Tegenwoordig geven kleine literaire uitgeverijen zoals Louffa Press, Black Lawrence Press en Ugly Duckling Presse nog steeds jaarlijks meerdere chapbooks uit, in vernieuwde vorm met moderne technieken en materialen, vaak van hoge kwaliteit en bijvoorbeeld gedrukt met boekdruk.

## Productie en distributie
Chapbooks waren goedkope, anonieme publicaties die dienden als het gebruikelijke leesmateriaal voor de lagere klassen, die zich geen boeken konden veroorloven. Leden van de hogere klasse bezaten soms ook chapbooks, waarbij ze deze soms in leer lieten binden. Drukkers stemden hun teksten doorgaans af op de populaire markt. Chapbooks telden meestal tussen de vier en vierentwintig pagina’s en werden gedrukt op ruw papier met eenvoudige, vaak hergebruikte houtsnede-illustraties. Jaarlijks werden er miljoenen exemplaren verkocht. Na 1696 moesten Engelse chapbook verkopers een vergunning hebben, waarvan er toen 2.500 werden verstrekt, alleen al 500 in Londen. In Frankrijk waren er in 1848 ongeveer 3.500 erkende colporteurs, die jaarlijks zo’n 40 miljoen boeken verkochten.
Het centrum van de productie van chapbooks en ballades bevond zich in Londen. Tot de Grote Brand van Londen in 1666 waren de drukkers vooral gevestigd rond de London Bridge. Een kenmerk van chapbooks was echter de sterke aanwezigheid van drukkers in de provincies, vooral in Schotland en Newcastle upon Tyne. De eerste Schotse chapbook publicatie was het verhaal van Tom Thumb, in 1682.

## Inhoud
Chapbooks speelden een belangrijke rol in de verspreiding van populaire cultuur onder het gewone volk, vooral op het platteland. Ze fungeerden zowel als amusement als bron van informatie. Hoewel de inhoud vaak werd bekritiseerd als simplistisch en herhalend, met veel nadruk op anekdotisch vertelde avonturen, worden ze gewaardeerd als cultureel erfgoed dat andere vormen van overlevering soms niet hebben overleefd.
De prijsstelling van chapbooks was gericht op arbeiders, al was de markt breder dan enkel de werkende klasse. Broadside ballads kostten een halve penny of een paar pence. Chapbooks varieerden in prijs van 2d. tot 6d., terwijl een landarbeider toen ongeveer 12d. per dag verdiende. In de jaren 1640 was het alfabetiseringspercentage in Engeland ongeveer 30% onder mannen, wat opliep tot 60% halverwege de 18e eeuw. Veel arbeiders konden lezen, en het pre-industriële werkritme bood momenten om dat ook te doen.
Chapbooks werden vaak voorgelezen aan familieleden of gezelschappen in herbergen. Ze droegen bij aan de ontwikkeling van geletterdheid, en er is bewijs dat ze werden gebruikt door autodidacten. In de jaren 1660 werden er jaarlijks zo’n 400.000 almanakken gedrukt, voldoende voor één op de drie gezinnen in Engeland. Een uitgever in Londen bezat één boek voor elke vijftien gezinnen in het land. In de jaren 1520 noteerde boekhandelaar John Dorne uit Oxford in zijn dagboek dat hij soms tot 190 ballades per dag verkocht, tegen een halve penny per stuk. De boedelbeschrijving van Charles Tias van The Sign of the Three Bibles op London Bridge in 1664 vermeldde boeken en drukvellen genoeg om ongeveer 90.000 chapbooks te maken (waaronder 400 riemen papier) en 37.500 balladevellen. Dit was geen uitzonderlijk grote voorraad. De inventaris van Josiah Blare van The Sign of the Looking Glass op London Bridge in 1707 telde 31.000 boeken en 257 riemen bedrukt papier. In Schotland alleen al werden in de tweede helft van de 18e eeuw naar schatting jaarlijks meer dan 200.000 exemplaren verkocht.
Drukkers leverden chapbooks op krediet aan marskramers, die ze van deur tot deur en op markten en beurzen verkochten en achteraf betaalden voor de verkochte voorraad. Dit maakte een brede distributie en hoge verkoop mogelijk met minimale investering, en gaf drukkers ook inzicht in welke titels het populairst waren. Populaire titels werden herdrukt, gekopieerd, aangepast en in verschillende edities uitgegeven.
Uitgevers brachten ook catalogi uit, en chapbooks kwamen voor in de bibliotheken van lokale boeren en kleine landeigenaren. John Whiting, een Quaker-yeoman die in de jaren 1680 gevangen zat in Ilchester, Somerset, kreeg boeken toegestuurd vanuit Londen, die voor hem werden achtergelaten in een herberg.
Samuel Pepys liet een collectie ballades inbinden in categorieën die ook op de meeste chapbook-onderwerpen van toepassing waren:
- Vroomheid en moraliteit
- Geschiedenis – waar en verzonnen
- Tragedie – moorden, executies en Gods oordelen
- Staat en tijdgeest
- Liefde – aangenaam
- Idem – onaangenaam
- Huwelijk, bedrog, enzovoorts
- Zee – liefde, heldendaden en avonturen
- Drinken en kameraadschap
- Humor, grappen en gemengde onderwerpen

Veel verhalen in chapbooks kenden veel oudere wortels. Bevis of Hampton was een Anglo-Normandisch verhaal uit de 13e eeuw, gebaseerd op nog oudere thema’s. The Seven Sages of Rome had een oosterse oorsprong en werd ook door Geoffrey Chaucer gebruikt. Grappen over domme of hebzuchtige geestelijken werden vaak overgenomen uit The Friar and the Boy (ca. 1500, gedrukt door Wynkyn de Worde) en The Sackfull of News (1557).
Verhalen met een mythische of fantasierijke historische achtergrond waren populair, terwijl veel echte historische figuren en gebeurtenissen zelden of helemaal niet voorkwamen. In de collectie van Pepys komen bijvoorbeeld Charles I en Oliver Cromwell niet voor als historische figuren. De Rozenoorlogen en de Engelse Burgeroorlog ontbreken volledig. Elizabeth I verschijnt slechts één keer, en Hendrik VIII en Hendrik II komen enkel voor in vermomming, waar ze opkomen voor het volk en vervolgens gewone mensen uitnodigen aan het hof. Er was een herkenbaar patroon waarin hooggeboren helden tegenslag overwonnen door moed, zoals Sint-Joris, Guy of Warwick en Robin Hood, naast helden van eenvoudige komaf die status bereikten met hun daden, zoals Clim of Clough en William of Cloudesley. Geestelijken werden vaak neergezet als karikaturen, en domme boerenkarakters waren populair, zoals The Wise Men of Gotham. Andere verhalen waren gericht op regionale of landelijke doelgroepen, zoals The Country Mouse and the Town Mouse.
Vanaf 1597 verschenen er ook werken die gericht waren op specifieke ambachten, zoals lakenhandelaren, wevers en schoenmakers – van wie velen geletterd waren. Thomas Deloney, zelf wever, schreef Thomas of Reading, over zes lakenhandelaren uit Reading, Gloucester, Worcester, Exeter, Salisbury en Southampton, die in Basingstoke hun collega’s uit Kendal, Manchester en Halifax ontmoeten. In Jack of Newbury, dat zich afspeelt ten tijde van Hendrik VIII, neemt een leerling-wever het bedrijf van zijn overleden meester over, trouwt met diens weduwe, wordt rijk, schenkt gul aan de armen en weigert een riddertitel ondanks zijn verdiensten voor de koning.
Andere voorbeelden uit de collectie van Pepys zijn The Countryman's Counsellor, or Everyman his own Lawyer en Sports and Pastimes, bedoeld voor schooljongens, met goocheltrucs zoals hoe je "een shilling uit een zakdoek tovert", onzichtbaar schrijft, papieren rozen maakt, wilde eenden vangt of een dienstmeisje ongecontroleerd laat winden.
De provincies en Schotland hadden ook hun eigen helden. Robert Burns schreef dat een van de eerste twee boeken die hij privé las The History of Sir William Wallace was, en dat het “een Schots vooroordeel in mijn aderen pompte dat zal blijven koken tot de sluizen van het leven voor eeuwig sluiten.”

## Invloed
Chapbooks hadden een brede en blijvende invloed. Tachtig procent van de Engelse volksliederen die in de vroege 20e eeuw door verzamelaars werden gedocumenteerd, blijkt terug te voeren op gedrukte broadsides (een soort voorgangers van chapbooks), waaronder meer dan negentig waarvan de oorsprong alleen te herleiden is tot drukken van vóór 1700. Er wordt aangenomen dat het merendeel van de overgeleverde ballades via interne tekstuele aanwijzingen te dateren is tussen 1550 en 1600.
Een van de meest populaire en invloedrijke chapbooks was Seven Champions of Christendom (1596) van Richard Johnson, dat vermoedelijk verantwoordelijk is voor de introductie van Sint-Joris in het Engelse volkstoneel.
Dorastus and Fawnia, een roman van Robert Greene uit 1588 en de basis voor Shakespeare’s The Winter’s Tale, werd in de jaren 1680 nog steeds in goedkope edities uitgegeven. Sommige verhalen werden zelfs tot ver in de 19e eeuw gepubliceerd, waaronder Jack of Newbury, Friar Bacon, Dr Faustus en The Seven Champions of Christendom.

## Latere productie
De term chapbook wordt tegenwoordig ook gebruikt voor publicaties tot ongeveer 40 pagina’s, meestal poëzie, gebonden met een eenvoudige nietje-in-de-rug, al worden sommige ook gelijmd, gevouwen of verpakt. Deze hedendaagse chapbooks variëren van goedkope uitgaven tot fraai vervaardigde, handgemaakte edities die onder verzamelaars soms honderden dollars waard zijn. Meer recent is de belangstelling voor chapbooks met fictie en non-fictie toegenomen. In het Verenigd Koninkrijk worden dergelijke uitgaven vaker aangeduid als pamphlets (pamfletten).
Het genre beleefde in de afgelopen veertig jaar een heropleving, mede dankzij de opkomst van mimeografen, goedkope copyshops en digitale druktechnieken. Ook culturele bewegingen als zines en poetry slams droegen daaraan bij, waarbij laatstgenoemden honderden zelf uitgegeven chapbooks voortbrachten, vaak gebruikt om tournees te financieren.
Het Center for the Humanities van het Graduate Center van de City University of New York organiseert het NYC/CUNY Chapbook Festival, dat zich richt op “de chapbook als kunstvorm en als medium voor alternatieve en opkomende schrijvers en uitgevers.”